# 当麻曼荼羅

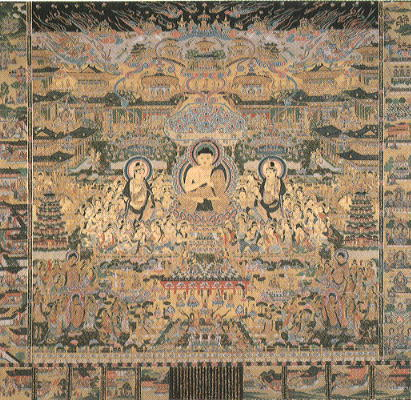
綴織当麻曼荼羅図 (reproduction)

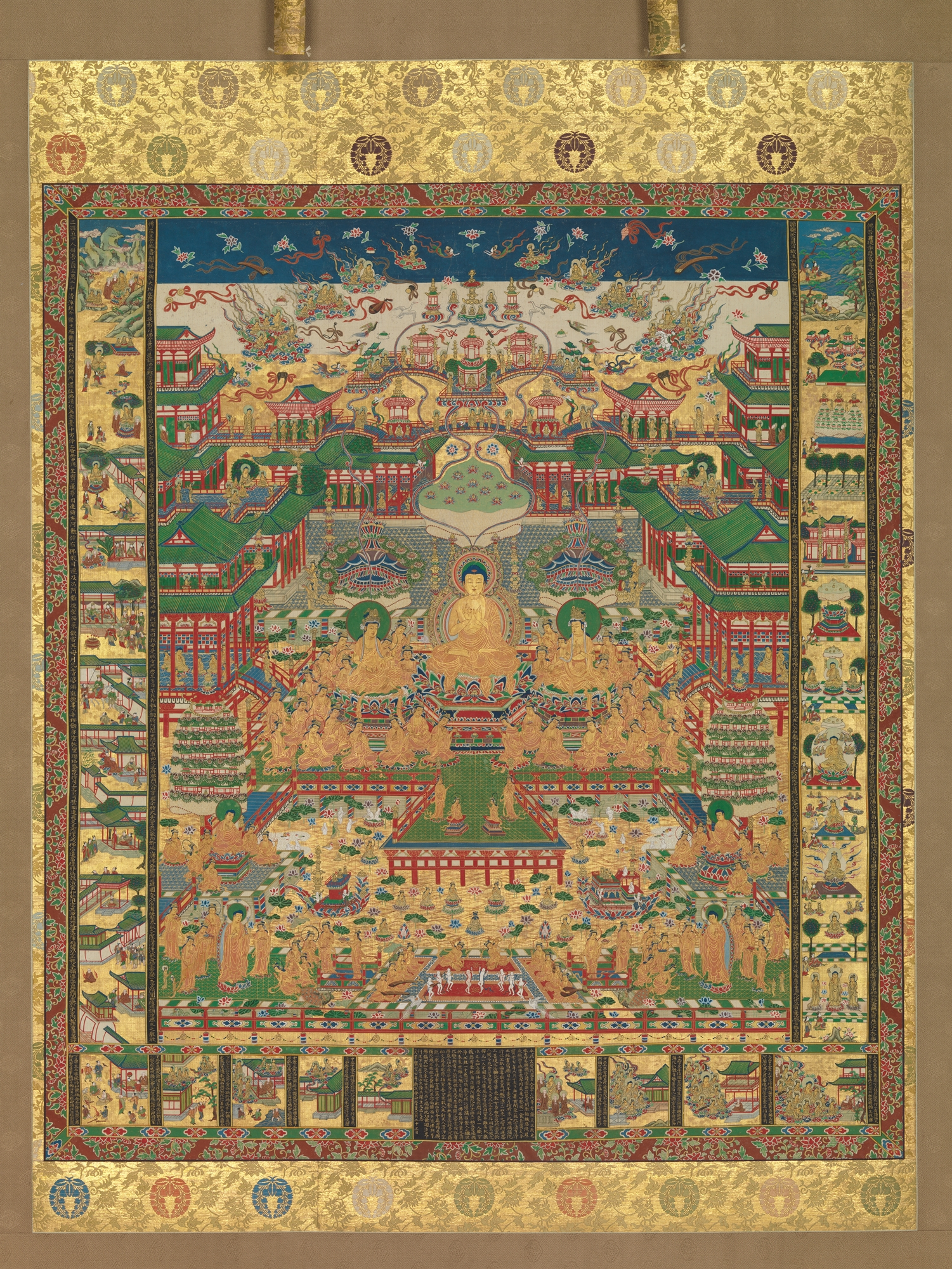
当麻曼荼羅
(メトロポリタン美術館所蔵)

当麻曼荼（陀）羅（たいま まんだら）とは、奈良の當麻寺に伝わる中将姫伝説のある蓮糸曼荼羅と言われる根本曼荼羅（當麻寺#当麻曼荼羅と中将姫説話の項を参照）の図像に基づいて作られた浄土曼荼羅の総称である。
曼荼羅という用語を用いているが、密教の胎蔵界・金剛界の両界曼荼羅とは無関係である。浄土曼荼羅という呼称は密教の図像名を借りた俗称であり、正式には浄土変相図である。
浄土変相図の図様としては、『智光曼荼羅』と呼ばれるものと、『清海曼荼羅』と呼ばれるものとがあり、当麻曼荼羅とあわせて浄土三曼荼羅と称されている。その中で、当麻曼荼羅の特徴は一見して図像が4つの部分に区切られており、他の浄土図に比べて極楽浄土中の尊像も数多く描かれ、複雑な画面構成をしているという点である。
これは、本図が浄土三部経の『観無量寿経』で説かれる内容を忠実に描いている点によっている。このことから、観経曼陀羅ともいう。

## 構成
本図を見る時は、まず画面に向かって左側の区画を下から上に向かい、王舎城の悲劇と言われる序分の内容を見る（序分義）。つまり、阿闍世が提婆達多の勧めによって、父王の頻婆娑羅王を幽閉して餓死させようと図った。さらに、それを阻止しようとした母の韋提希夫人までをも幽閉した。それを嘆いた韋提希が、霊鷲山の釈迦に安楽な世界についての説法を求めるという内容が描かれている。
1. 禁父縁・初重 - 四重
2. 禁母縁・初重、二重
3. 厭苦厭・初重、二重
4. 欣浄縁
5. 顕行縁
6. 示観縁
7. 化前縁

第二は、画面に向かって右側の区画を上から下に向かい、釈迦が韋提希に対して説いた十三観法（定善十三観）の図が描かれている（定善義）。
1. 日想観
2. 水想観
3. 宝地観
4. 宝樹観
5. 宝池観
6. 宝楼観
7. 華座観
8. 形像観（像相観）
9. 真身観
10. 観音観
11. 勢至観
12. 普往生観（普観）
13. 雑想観

である。
第三は、画面下方の全部で10か所に区切られた区画を見る。中央の文章の痕跡が記された区画は、本図の根本曼荼羅が蓮糸で織られたという縁起を記した由緒書きの跡である。その左右に、向かって右から左へ九品往生のさまが描かれている（散善義）。左から、
1. 上品上生
2. 上品中生
3. 上品下生
4. 中品上生
5. 中品中生
6. 中品下生
7. 下品上生
8. 下品中生
9. 下品下生

の9図である。
最後に中央の阿弥陀浄土図を見ることとなる（玄義分）。前面に蓮池が描かれ、その池中の蓮花中からは往生者が生まれているさまが見え、その池の畔では阿弥陀と往生者の父子相迎の様子が描かれている。また、中央には阿弥陀、観音、勢至の三尊を中心とした聖衆が描かれ、その後方には左右対称に宝閣が描かれている。空中には散華や各種の楽器と共に飛天が舞い、極楽浄土の様子が描かれている。

## 伝来

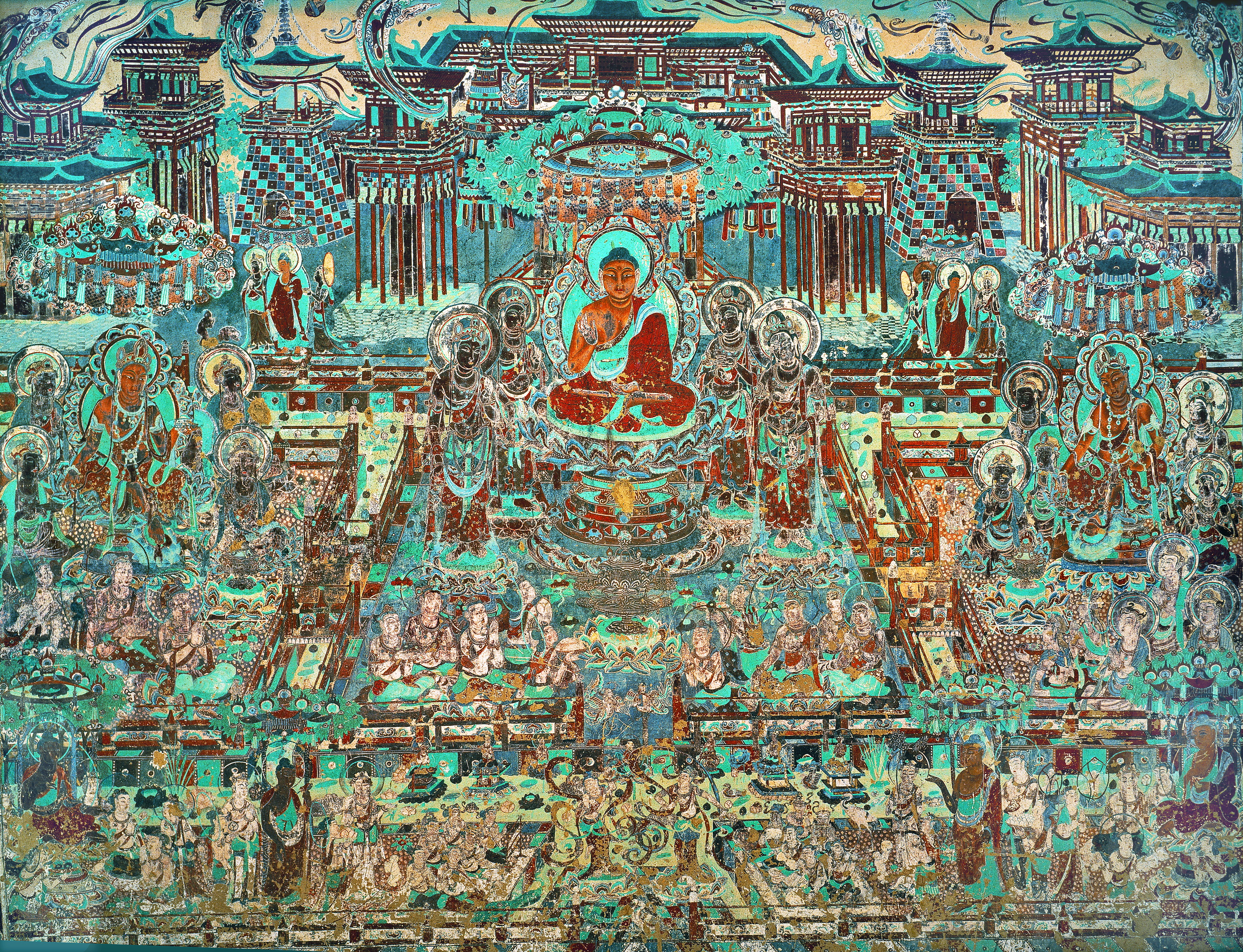
敦煌莫高窟第217窟　7世紀初頭

当麻曼荼羅は、上述の如く、観無量寿経（観経）に基づいた変相図なので、浄土変相図の中でも観経変相図と呼ばれる図像を指すことになる。観経変相図は、当麻寺が発祥ではない。中将姫織成の伝説のある根本曼荼羅の原本も、近年の調査の結果、伝説のような蓮糸を織ったものではなく、錦の綴織りであることが判明している。しかも、同時期の日本に見られる綴織りと比較して桁違いに密度の濃い、非常に高い技術を要する織り方がなされていることも分かっている。そのことから、原本は中国製なのではないかと推定されている。
中国における観経変相図となると、日本に現存するような軸装の絹本なり紙本の図は見られないが、壁画としての遺品は多く見られる。唐代では敦煌莫高窟の壁画中に何点か見られるうえ、宋代でも大足石刻中に観経変相図像が見られる。